# Говлит
Говли́т (хаули́т; англ. Howlite) — минерал, боросиликат кальция. Твердость 3,5. Минерал серо-белого цвета с коричневыми и чёрными прожилками и шелковистым блеском. Иногда говлит помимо скрытокристаллических масс встречается в виде мелких кристаллов, которые можно рассмотреть в ультрафиолетовом свете (кристаллы высвечиваются белым). Минерал назван в честь его первооткрывателя — канадского геолога Генри Гова (Henry How). Цвет чистого говлита белый или серый, часто встречаются образцы с коричневыми и чёрными прожилками. В ультрафиолетовом свете крошечные, едва заметные невооруженным глазом кристаллы говлита иногда светятся желтоватым или беловатым светом.
Говлит легко красится в синие тона и поэтому нередко используется в качестве имитации бирюзы. Имитация получается настолько точной, что порой недобросовестные дилеры сознательно выдают окрашенный говлит за настоящую бирюзу. Из говлита вытачивают кабошоны и шарики для бус, небольшие фигурки. Их отполированная поверхность блестит, словно фарфор. Главные месторождения расположены в Новой Шотландии (Канада). Встречается говлит и на территории Калифорнии.
Природный цвет говлита малопривлекателен, поэтому этот минерал широко используется в ювелирном деле искусственно окрашенным в сине-зелёные тона, в виде имитации под бирюзу. Иногда говлит окрашивают в красные тона, имитируя в этом случае кораллы. Имитации настолько точные, что приобретать изделия из более дорогостоящей и редкой бирюзы стоит с предварительной консультацией специалиста-геммолога или в местах, не вызывающих сомнений на предмет возможной продажи фальсификации.
Неокрашенный (редко) и, в основном, окрашенный говлит используется для изготовления небольших фигурок, бус, кулонов и вставок в украшения.